# Paul Mülhens
Paul Franz Julius Mülhens (* 10. Dezember 1875 in Köln-Ehrenfeld; † 14. März 1926 von Schömberg) war Oberbürgermeister in Hamborn und Präsident des Siedlungsverbands Ruhrkohlenbezirk.

## Leben
Paul Franz Julius Mülhens entstammte einem Zweig der bekannten Kölner Unternehmerfamilie Mülhens (Kölnisch Wasser „4711“) und war der Sohn des Kaufmanns Peter Josef Mülhens und dessen Gemahlin Marie Piecq. Er besuchte das Apostelgymnasium in Köln und machte hier zu Ostern 1896 das Abitur. Nach Ableisten des einjährigen Militärdienstes studierte er in Freiburg, München und Bonn Rechtswissenschaften. Im Bezirk des Oberlandesgerichtes Köln absolvierte er die Referendarausbildung. Nach der Ernennung zum Gerichtsassessor am 16. Mai 1904 fand Paul Mülhens für kurze Zeit eine Anstellung beim Amtsgericht Köln und anschließend eine Beschäftigung als Wissenschaftlicher Hilfsarbeiter bei der Rheinischen Provinzialverwaltung. Hier war er in der Fürsorgeverwaltung (Landesarmenwesen), Invalidenversicherung und im Straßenwesen tätig. Ab dem 1. April 1906 war er als juristischer Beigeordneter der Stadt Hamborn mit dem Aufgabenschwerpunkt Neuordnung des kommunalen Steuerwesens tätig.
Mit Bürgermeister Friedrich Schrecker baute Mülhens die Sozialverwaltung der schnell wachsenden Industriestadt auf. Hamborns Bevölkerung wuchs in den Jahren 1900 bis 1910 um das Vierfache. Zum 1. April 1911 wurde Hamborn zur Stadt erhoben. Mülhens wurde zum Ersten Beigeordneten ernannt. Er war parteilos, stand aber der Zentrumspartei nahe.
Seinen Kriegsdienst leistete er als Reserveoffizier von September 1914 an als Hauptmann und Bataillonskommandeur bei einem Landwehr-Infanterieregiment an der Westfront. Dann auf dem Balkan eingesetzt gehörte er zu Kriegsende zu den Besatzungstruppen in der Ukraine. Nach dem Waffenstillstand am 11. November 1918 und der Besetzung der Schwarzmeerhäfen durch französische Truppen wurden die deutschen Soldaten auf Intervention der Franzosen an der schon begonnenen Heimreise gehindert, in Odessa festgesetzt und nach Saloniki gebracht, wo sie bis Juli 1919 interniert wurden. Von hier aus bewarb sich Mülhens am 1. Juli 1919 mit Hilfe seiner Frau um die Stelle des Oberbürgermeisters, die durch den Rücktritt des Friedrich Schrecker frei geworden war. Nach Hamborn zurückgekehrt, übernahm er am 14. Juli als Erster Beigeordneter die kommissarische Leitung der Stadtverwaltung. Die Stadtverordnetenversammlung Hamborn wählte ihn am 6. August zum Bürgermeister. Am 12. Dezember genehmigte der preußische Innenminister die Führung der Amtsbezeichnung Oberbürgermeister.
Die 20er Jahre waren geprägt von heftigen sozialen Unruhen im gesamten Ruhrgebiet, die im März/April 1920 mit einem Arbeiteraufstand ihren Höhepunkt fanden. Hamborn stand gut zwei Wochen unter der Herrschaft der linksradikalen Roten Ruhrarmee. Sie beließ Mülhens im Amt, überwachte jedoch die Arbeit der Führungsspitze der Stadtverwaltung. Hamborn wurde vor Plünderungen bewahrt, weil Mülhens und die Führer der Roten Armee einen modus vivendi bei der Aufrechterhaltung der öffentlichen Sicherheit und Ordnung gefunden hatten.
Mit Wirkung vom 18. Juli 1920 wurde er von der preußischen Regierung zum ersten Präsidenten des Siedlungsverbandes Ruhrkohlenbezirk berufen. Am Vortag legte er sein Amt als Oberbürgermeister nieder und verließ die Stadtverwaltung nach vierzehnjähriger Tätigkeit.
Mülhens hatte maßgeblichen Anteil am Aufbau und der Weiterentwicklung der Behörde. Diese leitete er bis zu seinem Tode. Er hielt sich zu einer Kur in Schomberg im Schwarzwald auf, wo er unerwartet im Alter von fünfzig Jahren verstarb. Hier wollte er sich Linderung der fortgeschrittenen Lungenkrankheit verschaffen, deren Anfänge er sich während der Kriegseinsätze zugezogen hatte. Am 18. März 1926 wurde er auf dem Friedhof Melaten in Köln beigesetzt.